# Ernest Desmoutier
Ernest Desmoutier, né le 28 mars 1759 à Coutiches (Flandre française) et décédé le 1er mars 1827 à Lille (Nord) est un homme politique français.

## Biographie
Cultivateur à Coutiches au moment de la Révolution, il devient agent national du district de Douai en 1795 et administrateur du département du Nord en 1796. Conseiller de préfecture en 1800, il est député du Nord de 1815 à 1818, siégeant parmi les modérés.